# Parada de Hospital Comarcal
Hospital Comarcal era una estación del Tranvía de Vélez-Málaga. Estaba ubicada en Torre del Mar, y daba servicio al Hospital Comarcal de la Axarquía y el barrio de El Tomillar. La estación cesó su servicio el 4 de junio de 2012, junto con el resto de la red.

## Líneas y conexiones
| << Cabecera  | < Estación |                   | Estación > | Cabecera >>         |
| ------------ | ---------- | ----------------- | ---------- | ------------------- |
| Paseo Larios | Azucarera  | Hospital Comarcal | El Ingenio | Parque Jurado Lorca |